# سيريلو مورا
سيريلو مورا (بالإسبانية: Cirilo Mora)‏ هو مدرب كرة قدم ولاعب كرة قدم باراغواياني في مركز الوسط، ولد في 15 نوفمبر 1988 في أسونسيون في باراغواي. لعب مع Tacuary ‏.